# Symphora miyakei
Symphora miyakei là một loài bọ cánh cứng trong họ Melandryidae. Loài này được Nomura & Hayashi in Hayashi miêu tả khoa học năm 1960.